# Aleksandr Puzyrevskij
Aleksandr Kazimirovitj Puzyrevskij (ryska: Александр Казимирович Пузыревский), född den 3 februari 1845, död 1904, var en rysk krigshistoriker.
Puzyrevskij deltog i det rysk-turkiska kriget som stabschef vid Gurkos armé. Han blev 1884 professor vid generalstabens Nikolajevska akademi, 1890 chef för krigsministeriets kansli och 1901 guvernörens adjoint i Warszawa. Det rysk-turkiska kriget behandlade han i arbetena Vospominanija oficera generalnago sjtaba (1879), Zimnij perechod tjerez Balkany otrjada generaladjutanta Gurko (1881) och Vojna 1877-78 (1887).
Bland hans övriga militärvetenskapliga skrifter kan nämnas: Polsko-russkaja vojna 1831 g. (1886), Kavalerijskaja ataka pri Somo-Sierre v. Ispanii (1884), Istorija vojennago iskusstva v srednije veka (1884) och Istorija vojennago iskusstva v epochu 30-letnej vojny (om Trettioåriga kriget). Åtskilliga av hans studier är översatta till franska, tyska och polska.